# Dywizje Flak

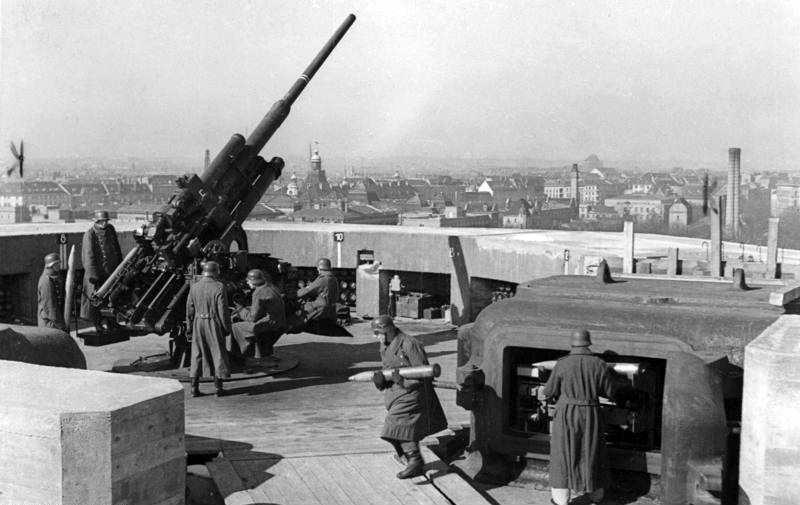
Ciężkie działo przeciwlotnicze kalibru 105 mm należące do 1 Dywizji Flak. Flakturm na terenie Ogrodu Zoologicznego w Berlinie, kwiecień 1942.

Dywizje Flak (niem. Flak-Divisionen) – niemieckie dywizje artylerii przeciwlotniczej z okresu II wojny światowej.
Zaczęto je tworzyć począwszy od 1 września 1941 r. zmieniając nazwy istniejących Luftverteidigungskommand (Dowództw Obrony Powietrznej). Część dywizji miała charakter stacjonarny, chroniła miasta lub regiony Niemiec i wykonywała równocześnie zadania obrony terytorialnej. Inne, tworzone od 1942 r., były przydzielane armiom lub grupom armii w miarę potrzeb i przemieszczały się razem z nimi. Zwykle dywizje Flak składały się jedynie z dowództwa (sztabu) oraz jednostek zaopatrzeniowych i łączności. Pozostałe jednostki, pułki Flak i reflektorów przeciwlotniczych, były im podporządkowane tylko tymczasowo i w zależności od sytuacji.
Dywizje Flak były łączone w wyższe związki taktyczne, korpusy. Oprócz dywizji artylerii przeciwlotniczej istniało również kilkadziesiąt samodzielnych brygad Flak.
Łącznie sformowano 31 dywizji Flak oraz pewną liczbę sztabów szczebla dywizyjnego do realizacji bieżących potrzeb z zakresu obrony przeciwlotniczej m.in. General der Flakartillerie beim Luftgaukommando XVII, General der Flakartillerie der Luftflotte 2, General der Flakartillerie beim Luftgaukommando III i inne.
W latach 1941–1942 istniały ponadto dwie dywizje reflektorów przeciwlotniczych (Flakscheinwerfer-Divisionen).